# Brachycylix vageleri
Brachycylix vageleri là một loài thực vật có hoa trong họ Đậu. Loài này được (Harms) Cowan miêu tả khoa học đầu tiên.